# Nick Drazenovic
Nicholas „Nick“ Drazenovic (* 14. Januar 1987 in Prince George, British Columbia) ist ein ehemaliger kanadischer Eishockeyspieler und derzeitiger -funktionär kroatischer Herkunft, der im Verlauf seiner aktiven Karriere zwischen 2002 und 2016 unter anderem zwölf Spiele für die St. Louis Blues, Columbus Blue Jackets und Pittsburgh Penguins in der National Hockey League auf der Position des Centers bestritten hat. Den Großteil seiner Karriere verbrachte er allerdings in der American Hockey League.

## Karriere
Drazenovic begann seine Juniorenkarriere in der Saison 2002/03 bei den Prince George Cougars aus seiner Geburtsstadt in der Western Hockey League. Er blieb dem Klub insgesamt fünf Spielzeiten bis zum Sommer 2007 treu und bestritt in diesem Zeitraum 305 Spiele. Zudem wurde er im NHL Entry Draft 2005 in der sechsten Runde an 171. Stelle von den St. Louis Blues aus der National Hockey League ausgewählt.
Mit dem Wechsel in den Profibereich spielte der Stürmer mit Beginn der Spielzeit 2007/08 für die Peoria Rivermen, das Farmteam der St. Louis Blues, aus der American Hockey League. Dort spielte der Kanadier insgesamt vier Jahre lang und feierte in der Saison 2010/11 sein Debüt für St. Louis in der NHL. Dennoch trennten sich im Sommer 2011 die Wege des Franchises und Drazenovics, so dass dieser als Free Agent zu den Columbus Blue Jackets wechselte. Dort kam er in den folgenden beiden Spieljahren aber auch nicht über eine Rolle im Farmteam hinaus und lief lediglich acht Mal für Columbus in der NHL auf.
Im Sommer 2013 wechselte der Angreifer daher erneut das Team und heuerte – abermals als Free Agent – bei den Pittsburgh Penguins an, wo er sich aber erneut nicht durchsetzen konnte. Am Ende des zweijährigen Engagements, das vor allem im zweiten Vertragsjahr von Verletzungen geprägt war, stand lediglich ein Einsatz für Pittsburgh zu Buche. Die restlichen Einsätze absolvierte er allesamt für die Wilkes-Barre/Scranton Penguins in der AHL. Nachdem Drazenovic zu Beginn der Saison 2015/16 zunächst kein neues Team gefunden hatte, wurde er im Dezember 2015 zunächst auf Probe von den San Antonio Rampage aus der AHL verpflichtet, die die Zusammenarbeit im Januar 2016 bis zum Saisonende ausdehnten. Anschließend beendete der Mittelstürmer im Alter von 29 Jahren seine aktive Karriere und wurde von seinem Juniorenteam aus Prince George als Director of Player Development verpflichtet.

### International
Sein Heimatland vertrat Drazenovic im Auswahlteam Canada Pacific bei der World U-17 Hockey Challenge 2004. Dabei steuerte der Stürmer in sechs Turnierspielen fünf Scorerpunkte zum Silbermedaillengewinn des Teams bei.

## Erfolge und Auszeichnungen
- 2004 Silbermedaille bei der World U-17 Hockey Challenge
- 2005 CHL Top Prospects Game

## Karrierestatistik

### International
Vertrat Kanada bei:
- World U-17 Hockey Challenge 2004

(Legende zur Spielerstatistik: Sp oder GP = absolvierte Spiele; T oder G = erzielte Tore; V oder A = erzielte Assists; Pkt oder Pts = erzielte Scorerpunkte; SM oder PIM = erhaltene Strafminuten; +/− = Plus/Minus-Bilanz; PP = erzielte Überzahltore; SH = erzielte Unterzahltore; GW = erzielte Siegtore; 1 Play-downs/Relegation; Kursiv: Statistik nicht vollständig)